# سعيد محمد بابا سيلا
سعيد محمد بابا سيلا باحث وأكاديمي؛ أمين عام لاتحاد علماء إفريقيا، ومدير جامعة الساحل في مالي، ولد في باماكو عاصمة جمهورية مالي عام 1968م؛ حفظ القرآن الكريم في حلقة الشيخ محمد بن سعيد سيلا في طوبى جمهورية مالي؛ وتلقى تعليمه الأولي في مدرسة دار القرآن والحديث في طوبى جمهورية مالي؛ حيث حصل فيها على الشهادة الابتدائية عام 1981م ثم على الشهادة المتوسطة من المدرسة ذاتها عام 1984م. أكمل تعليمه الثانوي في المعهد الثانوي التابع للجامعة الإسلامية بالمدينة المنورة؛ ثم التحق بكلية القرآن الكريم والدراسات الإسلامية في الجامعة ذاتها؛ حيث حصل على الإجازة العالية ثم الماجستير والدكتوراه في التفسير وعلوم القرآن.
له برامج متنوعة في التلفزيون الوطني وقناة السنة وإذاعة دامبي وإذاعة القرآن الكريم والسنة المطهرة.